# Carlina graeca
Carlina graeca je mediteránní druh vytrvalé byliny z čeledi hvězdnicovité. Někdy bývá tento druh uváděn jen jako poddruh rostliny Carlina corymbosa.

## Popis

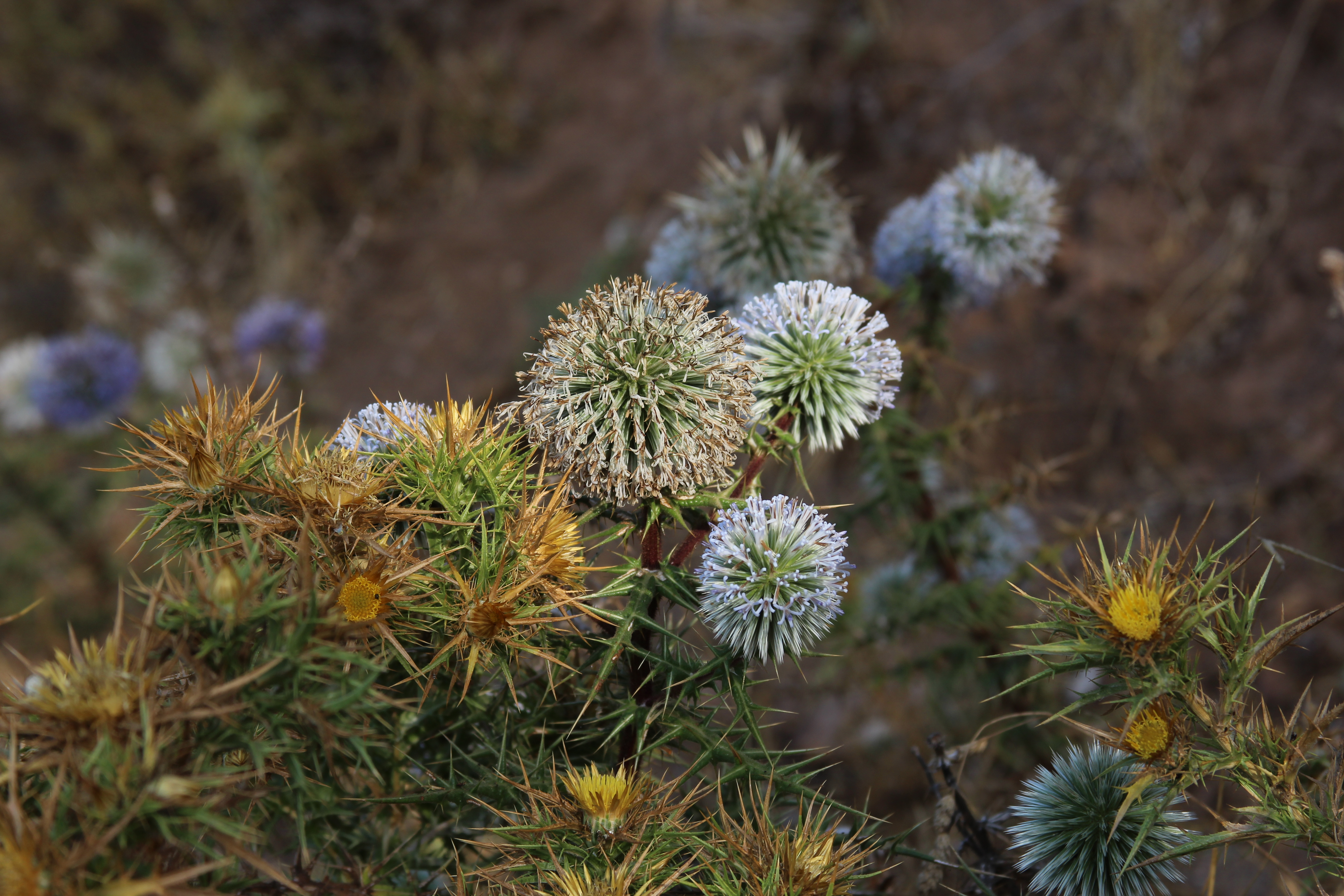
Carlina graeca spolu s Echinops spinosissimus

Carlina graeca je vytrvalá bylina s téměř lysou lodyhou vysokou 50, někdy až 80 cm. Listy má střídavé a na koncích ostnité. Koruna je žlutá a pětičlenná. Plodem je nažka s chmýrem dlouhá do 2,5 mm. Květy jsou oboupohlavné. Květenstvím je 12–20 mm velký úbor. Kvete od července do října.

## Výskyt
Carlina graeca roste na Balkánském poloostrově a v zemích od Chorvatska po Turecko, a to do nadmořské výšky 1400 m n. m. Na Kypru chybí. Preferuje skalnaté biotopy a otevřené suché křovité vegetace a okraje cest.

## Záměna
Carlina graeca se může snadno zaměnit s Carlina corymbosa. Hlavním rozdílem jsou delší vnější zákrovní listeny  přesahující listeny vnitřní.